# الكسندر دبليو. مكدونالد
الكسندر دبليو. مكدونالد هو سياسي كندي، ولد في 30 سبتمبر 1818. انتخب عضو مجلس نواب نوفا سكوتيا.